# 시진핑 신시대 중국 특색 사회주의 사상

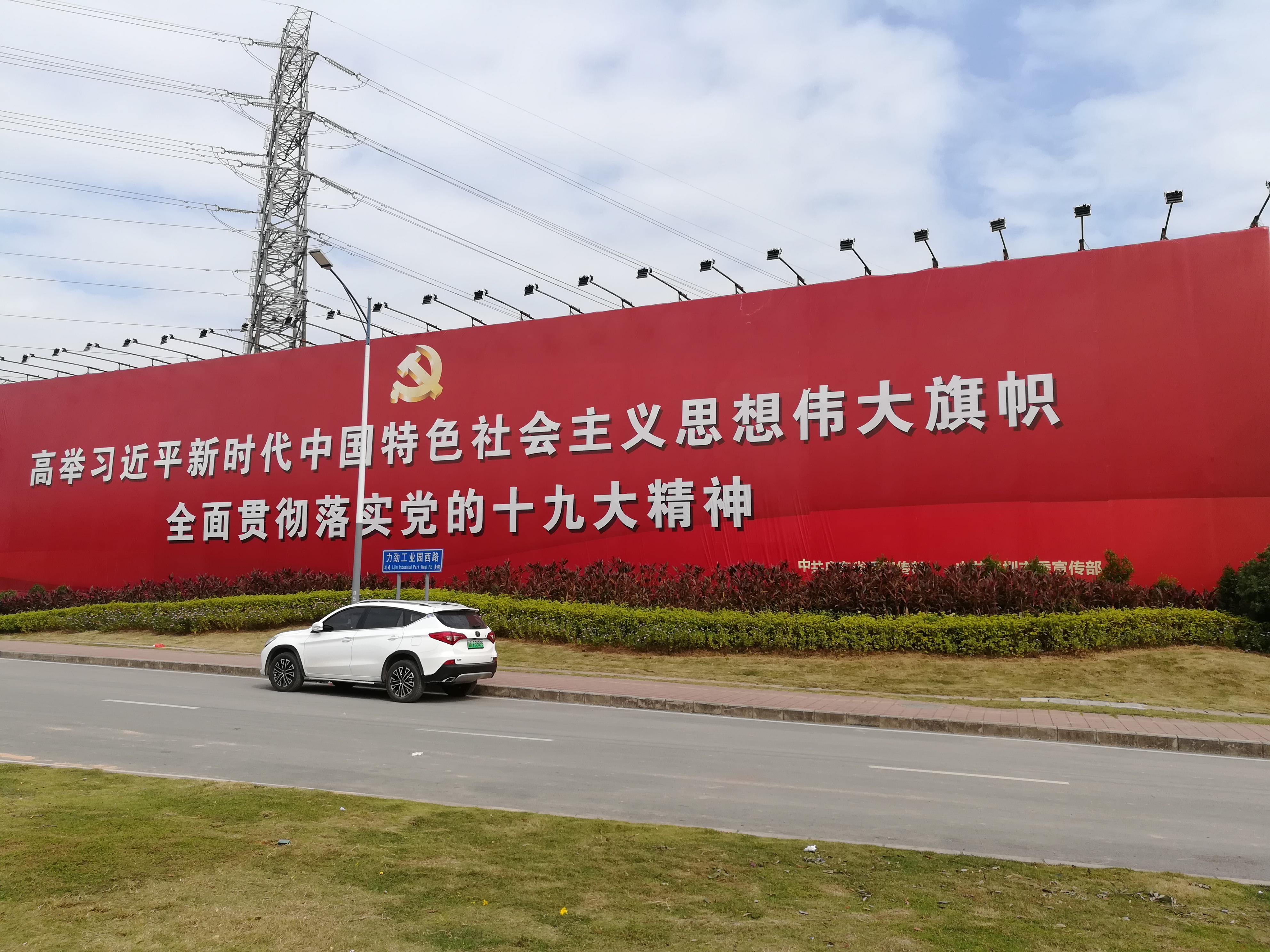
중국 광둥성 선전시에 내걸린 시진핑 신시대 중국 특색 사회주의 사상 선전 간판

시진핑 신시대 중국 특색 사회주의 사상(중국어 간체자: 习近平新时代中国特色社会主义思想, 정체자: 習近平新時代中國特色社會主義思想, 병음: Xí Jìnpíng xīn shídài Zhōngguó tèsè shèhuì zhǔyì sīxiǎng 시진핑 신스다이 중궈 터써 서후이주이 쓰샹[*]) 또는 간단히 시진핑 사상은 시진핑 중국공산당 총서기 겸 중국공산당 총서기가 제시한 정책이자 정치 이념이다. 2017년에 열린 제19차 중국공산당 전국대표대회에서 공식적으로 처음 언급되어 중국공산당 당헌에 수록되었으며 2018년 3월 11일에 열린 제13차 전국인민대표대회 제1차 회기에서 시진핑 사상을 언급한 《중화인민공화국 헌법》 전문 수정안이 채택되었다.

## 역사
이 용어에 대한 공식적인 첫 언급은 2017년에 열린 제19차 중국공산당 전국대표대회였으며 시진핑 중국공산당 총서기이 중국의 최고지도자에 오른 2012년부터 점차 발전해 왔다. 일부 소식통들은 시진핑 총서기의 측근인 왕후닝이 이러한 이념을 만드는 데에 도움을 주었다고 전했다.
제19차 중국공산당 전국대표대회는 이 사상을 중국공산당의 정치·군사적 사상의 지도적 사상으로 결정하고 시진핑이 제시한 새로운 사회주의 사상을 중국공산당의 당헌에 수록하는 안건을 승인했다. 시진핑 총서기이 전국인민대표대회에 대한 의견을 물었을 때에 모든 대의원들이 손을 들어 찬성표를 던지면서 만장일치의 지지를 받았다. 이로서 시진핑 총서기은 마오쩌둥, 덩샤오핑에 이어 중국공산당의 근본 교리 목록에 이름을 올린 3번째 중국 최고지도자로 기록되었고 장쩌민, 후진타오 전 총서기보다 높은 지위를 받았다. 시진핑 총서기은 보고서에서 중국을 강대하게 만들어 중국을 '새로운 시대'로 이끌겠다고 약속했다.
시진핑 총서기은 2017년 10월에 열린 제19차 중국공산당 전국대표대회 기조연설에서 "새로운 시대를 위한 중국적 특성을 가진 사회주의 사상"을 처음 언급했다. 시진핑 총서기의 전국인민대표대회 기조연설 검토 과정에서는 중국공산당 중앙정치국 상무위원회 위원들이 '시진핑'이라고 서술한 것으로 알려졌다.
시진핑 총서기은 이 사상을 덩샤오핑이 만든 용어인 중국 특색 사회주의를 중심으로 만들어지고 사회주의 초급 단계에서 중국을 두는 넓은 틀의 일부라고 표현해 왔다. 시진핑 총서기의 동료들이 작성한 중국공산당의 공식 문서, 선언문에 따르면 이러한 사상이 마르크스-레닌주의, 마오쩌둥 사상, 덩샤오핑 이론, 삼개대표사상, 과학적 발전관의 뒤를 잇는 사상이자 중국 상황에 맞는 마르크스주의를 구현한 일련의 지도 이념의 일환이라고 한다.
전국인민대표대회가 시진핑 사상을 중국의 일상 생활 모든 분야에 대한 편입에 공을 들인 이후에 중국의 여러 대학들이 시진핑 사상 연구소를 설립했다. 또한 장스궁(强世功)과 같은 학자들은 시진핑 사상 해설서를 집필했다.
시진핑 사상의 개념은 외국의 독자들을 위해 외문출판사가 펴낸 시진핑의 저서 《시진핑 국정운영을 말하다》 시리즈에 자세히 소개되어 있다. 1권은 2014년 9월에 출간되었고 2권은 2017년 11월에 출간되었다. 마르크스주의의 부활은 시진핑 사상의 핵심 요소인데 시진핑 총서기의 말에서 인류 역사상 가장 위대한 사상가에게 경의를 표하기 위해 카를 마르크스를 기념하고 마르크스주의의 과학적 진실에 대한 확고한 신념을 선언하기 위해 기념한다는 것이다.

## 구성
시진핑 신시대 중국 특색 사회주의 사상은 다음과 같은 14가지 기본 정책으로 구성되어 있다.
1. 중국 내 모든 형태의 작업에 대해 중국공산당의 지도력을 보장한다.
2. 중국공산당은 공공의 이익을 위해 인민 중심의 접근 방식을 취해야 한다.
3. "개혁의 종합적인 심화"를 지속해야 한다.
4. "혁신적, 조정적, 친환경적, 개방적, 공유적 개발"을 위한 새로운 과학 기반 사상을 채택한다.
5. "나라의 주인인 인민들"과 함께 "중국 특색 사회주의"를 따른다.
6. 법치주의에 따라 중국을 통치한다.
7. 마르크스주의, 공산주의, 중국 특색 사회주의를 포함한 "사회주의 핵심 가치관"을 실천한다.
8. "민생과 복지를 개선하는 것"이 발전의 1차 목표이다.
9. "에너지 절약과 환경 보호" 정책, "지구의 생태 안전에 기여" 정책을 통해 자연과 공존한다.
10. 중국의 국가 안보를 강화한다.
11. 중국공산당은 중국 인민해방군에 대해 "절대적인 지도력"을 가져야 한다.
12. "완전한 민족 통일"의 미래를 가진 홍콩과 마카오를 위한 일국양제를 추진하고 타이완을 위한 하나의 중국 정책, 92공식을 따른다.
13. "평화로운 국제적인 환경"을 통해 중국인과 전 세계의 다른 사람들 사이에 공통된 운명을 설정한다.
14. 중국공산당의 기강을 개선한다.

## 영향력과 수용
2017년 11월 27일에는 중국의 영화 감독, 배우, 팝 스타 100여 명이 항저우시에서 하루 동안 모여 시진핑 사상이 등장하는 제19차 중국공산당 전국대표대회 보고서를 연구했다. 2018년 7월에는 창춘 지하철 열차가 중국공산당 창당 97주년을 기념하기 위하여 빨간색과 시진핑 총서기의 인용문 수십 장을 장식했다. 이 열차는 창춘시 인민정부가 "시진핑 사상을 고도로 응축한 영적인 매뉴얼"이라고 표현했다.
알리바바 그룹은 2019년 1월에 시진핑 사상을 배우기 위해 개발한 모바일 애플리케이션인 학습강국(學習强國)을 출시했다. 2019년 12월에는 푸단 대학에서 교사와 학생을 대상으로 하는 시진핑 사상의 선전 관련 내용을 헌장에 추가하여 학업의 자유에 대한 학생들의 항의가 이어졌다.